# Jean Jaudel
Jean Jaudel, né à Strasbourg le 6 janvier 1910 et mort dans le 13e arrondissement de Paris le 7 mars 2006, est un chef d'entreprise français. Entré dans la Résistance, il est un des membres du réseau du Musée de L'homme. Gaulliste, il apporte son soutien à Maurice Papon lors de son procès en 1998. 

## Biographie
Jean Jaudel naît à Strasbourg le 6 janvier 1910. Il fait des études supérieures de droit et obtient le diplôme de l'École libre des sciences politiques.

### Résistant et gaulliste
Jean Jaudel entre dans la Résistance. Il fait partie du réseau du Musée de L'homme. Il se définit lui-même comme un gaulliste.
En 1945, Jean Jaudel dirige la société l'Atlantique française.

### Patron de presse
À partir de 1970, Jean Jaudel dirige la Revue des deux Mondes, avec une équipe renouvelée. Sous sa direction, la revue abandonne la droite conservatrice et devient un soutien du gouvernement gaulliste. La revue prend le nom de La Nouvelle Revue des Deux Mondes en 1972 et devient mensuelle. Elle soutient ensuite le pouvoir giscardien.
Il préside la Revue des Deux Mondes jusqu'en 1988, puis en devient président d'honneur.

### Soutien de Maurice Papon
Le 24 février 1998, lors du procès de Maurice Papon, Jean Jaudel lui apporte son soutien à la barre, avec d'autres résistants. Il explique sa démarche comme étant celle d'un gaulliste qui entend « apporter son soutien à un autre gaulliste ». Il termine son témoignage par une déclaration très nette : « Juifs, mes amis Juifs, je vous demande de ne pas tolérer qu’on condamne Papon, la Résistance vous le demande. Vive la France, vive Papon, vive la République ! ». Jean Jaudel est lui-même juif. En 2001, avec des personnalités politiques et d'autres anciens résistants, il est signataire d'une pétition demandant la grâce de Maurice Papon. 
Jean Jaudel meurt dans le 13e arrondissement de Paris le 7 mars 2006.

## Décorations
- Officier de la Légion d'honneur[9].
- Médaille militaire[9].
- Commandeur de l'ordre national du Mérite[9].
- Croix de guerre 1939–1945[9].
- Médaille des évadés[9].
- Croix du combattant volontaire de la Résistance[9].